# Tapogliano
Tapogliano (furlanisch Tapoian; slowenisch Tapoljan) ist eine Fraktion der italienischen Gemeinde Campolongo Tapogliano in der Region Friaul-Julisch Venetien. 2007 sprach sich eine Mehrheit der Einwohner dafür aus, mit der früheren Nachbargemeinde Campolongo al Torre zu fusionieren. Der Vollzug der Fusion erfolgte 2009.